# Way Out West
Way Out West (Brasil: Dois Caipiras Ladinos / Portugal: Bucha e Estica a Caminho do Oeste) é um filme norte-americano de 1937, do gênero comédia, dirigido por James W. Horne e estrelado por Stan Laurel e Oliver Hardy.